# Liste der Monuments historiques in Braine (Aisne)
Die Liste der Monuments historiques in Braine (Aisne) führt die Monuments historiques in der französischen Gemeinde Braine auf.

## Liste der Bauwerke
| Bezeichnung                   | Beschreibung                       | Standort | Kennzeichnung | Schutzstatus   | Datum   | Bild           |
| ----------------------------- | ---------------------------------- | -------- | ------------- | -------------- | ------- | -------------- |
| Fachwerkhaus                  | Erbaut im 15. Jahrhundert          | (Lage)   | PA00115552    | Inscrit/Classé | 1927/31 | weitere Bilder |
| Ehemalige Abteikirche St-Yved | Erbaut ab dem 12. Jahrhundert      | (Lage)   | PA00115550    | Classé         | 1840    | weitere Bilder |
| Château du Bas                | Schloss, erbaut im 17. Jahrhundert | (Lage)   | PA00115551    | Inscrit        | 1927    | weitere Bilder |

## Liste der Objekte

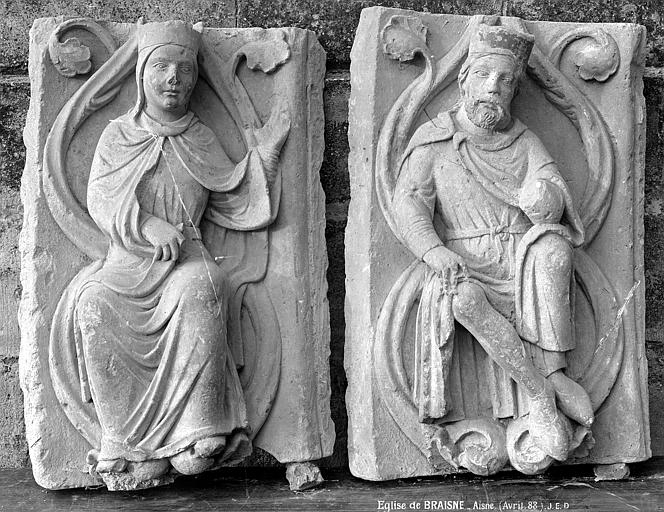
Skulpturen in der Kirche St-Yved (13. Jahrhundert)

- Monuments historiques (Objekte) in Braine (Aisne) in der Base Palissy des französischen Kultusministeriums